# Fäbodtjärnen (Dals socken, Ångermanland)
Fäbodtjärnen är en sjö i Kramfors kommun i Ångermanland och ingår i Ångermanälven-Gådeåns kustområde.